# Arthur Harms
Arthur Harms (* 21. Februar 1915 in Bremerhaven – Leherheide; † 29. Januar 1983 in Bremerhaven) war ein bremischer Politiker (SPD). Er war Mitglied der Bremischen Bürgerschaft.

## Biografie

### Ausbildung und Beruf
Harms absolvierte eine kaufmännische Lehre und war in diesem Beruf tätig. Von 1934 bis 1940 war er hauptamtlicher Mitarbeiter im Reichsarbeitsdienst (RAD) und war dort seit 1935 Verwaltungsleiter. Von 1940 bis 1945 diente er als Soldat im Zweiten Weltkrieg. 1946 wurde er Angestellter bei der Stadtverwaltung von Bremerhaven und er war seit 1953 Leiter der Lohn- und Gehaltsstelle sowie von 1961 bis 1981 Verwaltungsdirektor beim Magistrat der Stadt und dabei von 1953 bis 1981 Vorstandsvorsitzender der AOK Bremerhaven.

### Politik
Harms beantragte am 29. September 1937 die Aufnahme in die NSDAP und wurde rückwirkend zum 1. Mai desselben Jahres aufgenommen (Mitgliedsnummer 5.452.316).
1948 wurde er aufgrund seiner Angaben im Meldebogen als nicht Betroffener entnazifiziert; die laut NSDAP-Ortskartei Ende September 1937 beantragte und rückwirkend seit Mai 1937 bestehende NSDAP-Mitgliedschaft wurde im Meldebogen nicht angegeben.
Nach dem Krieg wurde er Mitglied der SPD.

Er war von 1955 bis 1967 rund 12 Jahre lang Mitglied der Bremischen Bürgerschaft und in verschiedenen Deputationen der Bürgerschaft tätig.

### Weitere Mitgliedschaften
- Harms war von 1952 bis 1961 Vorsitzender des Gesamtpersonalrats der Stadtverwaltung Bremerhaven.
- Von 1954 bis 1961 wirkte er als Sozialrichter beim Sozialgericht Bremen.
- Von 1951 bis 1964 war er Mitglied in der Tarifkommission der Gewerkschaft ÖTV.